# James Weddell

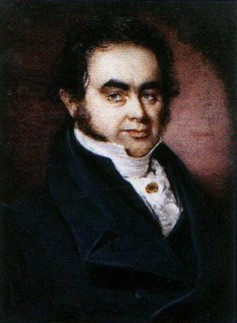
James Weddell

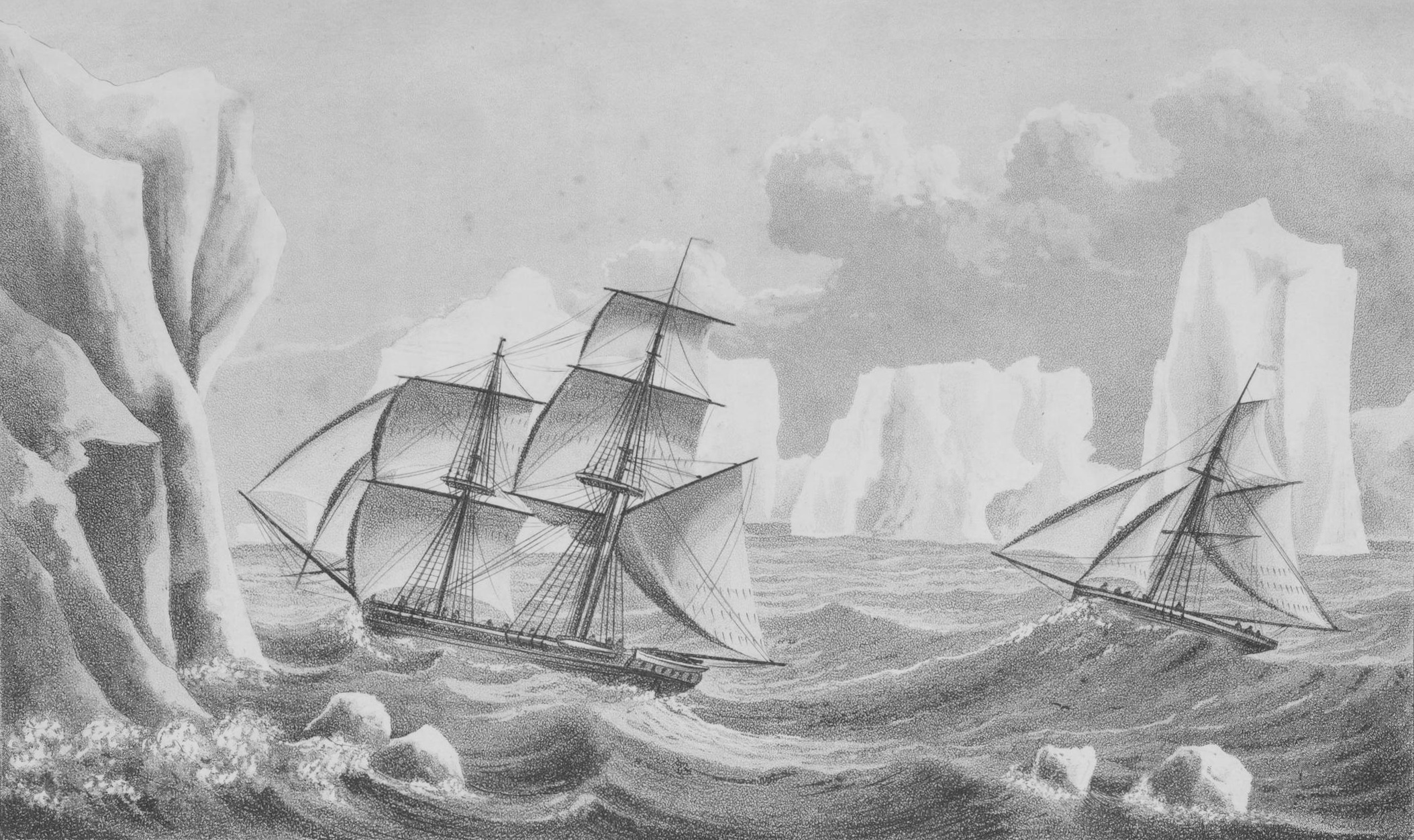
Zeitgenössische Darstellung der 2. Weddell-Expedition. 1825

James Weddell (* 24. August 1787 in Ostende, Belgien; † 9. September 1834 in London) war ein britischer Seefahrer und Robbenjäger.

## Biographie

### Frühe Jahre
James Weddell war der Sohn eines schottischen Polsterers, der aus Dalserf stammte und in London gemeinsam mit seiner Frau Sarah Peace lebte. Diese gehörte einer bekannten und angesehenen Quäkerfamilie an. Sein Vater starb kurz nach der Geburt und sein älterer Bruder Charles Weddell ging zur Royal Navy, um das Familienauskommen zu sichern. James Weddell begleitete ihn auf der Swan im Alter von neun Jahren für sechs Monate. Charles siedelte sich wahrscheinlich auf den Westindischen Inseln an, wo er 1818 verstarb. James machte eine Kaufmannslehre und ging um 1805 auf ein Handelsschiff, welches zu den Westindischen Inseln fuhr, stritt auf diesem jedoch mit dem Kapitän und wurde in der Folge als Gefangener an die Fregatte Rainbow übergeben, angeklagt des Verrats und der Meuterei. Diese brachte ihn nach Jamaika.
Auf Jamaika trat er der Royal Navy bei und wurde 1810 auf der Firefly eingesetzt. Im Dezember 1811 wechselte er auf die Thalia, mit der er nach Großbritannien zurückkehrte und ausgezahlt wurde. Am 21. Oktober 1812 wurde er auf die Hope genommen, auf der er auch noch war, als das Schiff 1813 den amerikanischen Freibeuter „True Blooded Yankee“ gefangen nahm. Wenige Monate später wechselte Weddell auf die Brigg Avon, wo er bis 1814 blieb. Nachfolgend fuhr er auf der Espoir auf Handelsreisen zu den Westindischen Inseln und Neuschottland und wirkte später noch auf den Fregatten Cyndus und Pactolus. Nach den Napoleonischen Kriegen widmete er sich mehreren weiteren Handelsreisen auf die Westindischen Inseln.

### Erste Reise in die antarktische Region
Im Jahr 1819 lernte Weddell James Strachan, einen Schiffszimmerer aus Leith, und James Mitchell, einen Londoner Broker, kennen, die gemeinsam die Brigg Jane besaßen. Zu dieser Zeit kamen erste Nachrichten von der Entdeckung der Südlichen Shetlandinseln. Weddell überzeugte Strachan, dass es im Südpolarmeer große Gewinnmöglichkeiten geben könnte, wenn man die neuen Robbenfanggründe auskundschaftete, außerdem wollte er selbst die geheimnisvollen Aurora-Inseln finden, die sich östlich von Kap Hoorn befinden sollten und von denen 1762 durch das spanische Schiff Aurora und 1794 durch die Atrevida berichtet worden war.
Weddell reiste erst auf die Falklandinseln, wo er 1819 bis 1820 überwinterte und die Meeresgebiete um die Inseln erkundete. Im Januar 1820 kehrte er nach Großbritannien zurück mit Briefen von Robbenjägern, darunter einem von der George aus Liverpool, die über 9000 Robben erbeutet hatte.

### Zweite Reise in die antarktische Region
Durch Weddells erste Reise in das Südpolarmeer zeichnete sich ein großer Profit für die Schiffseigner Strachan und Mitchell ab. Sie kauften ein weiteres Schiff, die Beaufoy, und gemeinsam mit dem schottischen Kapitän Michael McLeod verließen beide Schiffe im September 1821 den Londoner Hafen zur zweiten Reise zu den Falklandinseln mit Zwischenstopps auf Madeira und den Kapverdischen Inseln. Hier begegneten sie dem Kommandanten der Charity Charles H. Barnard, der sie auf der weiteren Reise begleitete.
1821 erreichten die drei Schiffe die Südlichen Shetlandinseln. Durch die Anwesenheit von insgesamt 45 britischen und amerikanischen Robbenfangschiffen wurden die Robbenbestände in dieser Region jedoch bereits rar und die drei Schiffe trennten sich auf der Suche nach neuen Fanggründen. Am 11. Dezember 1821 sichtete MacLeod 240 Meilen südlich der Elephant Island die Südlichen Orkneyinseln, die erst vier Tage zuvor von George Powell (1794–1824) auf dem Schiff von Nathaniel Palmer entdeckt worden waren. Die Schiffe trafen sich am 22. Dezember 1821 im Hafen von Greenwich Island und Weddell fuhr danach zu den von MacLeod beschriebenen Inseln zur Robbenjagd. Mit einem Zwischenstopp auf Südgeorgien reisten beide Schiffe zurück nach London, wo sie im Juli 1822 eintrafen.

### Dritte Reise in die antarktische Region

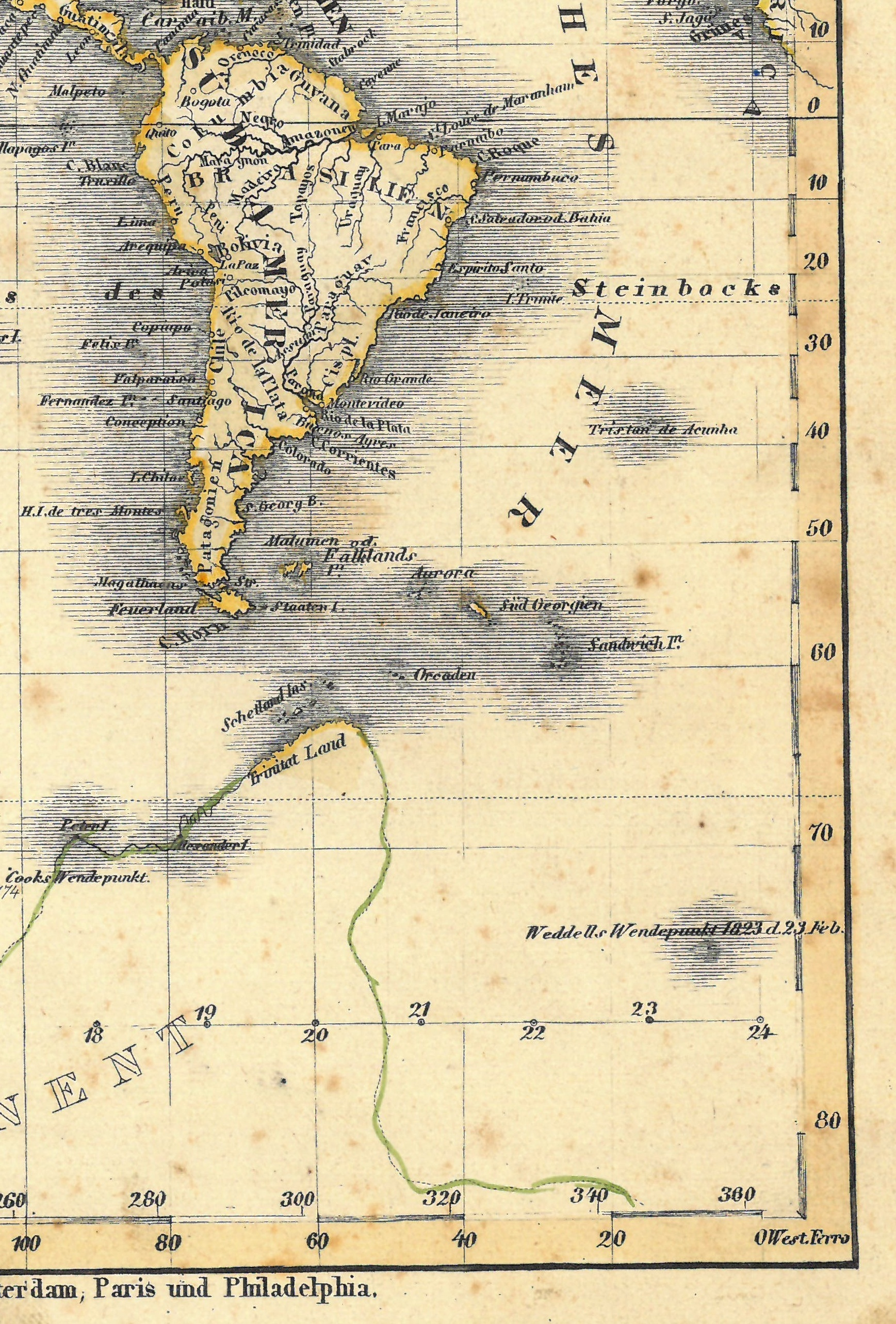
Kartenausschnitt einer Weltkarte von 1849 auf der „Weddells Wendepunkt 1823, d. 23. Februar“ eingetragen ist

Nachdem die Schiffe in London angekommen waren, wurden sie mehrere Monate lang für eine erneute Reise in die antarktische Region ausgestattet. Weddell bekam die Order, neben der Robbenjagd auch weitere Erkundungen der antarktischen Gewässer vorzunehmen. Zu diesem Zweck wurden die Schiffe mit wichtigen Gerätschaften wie etwa Chronometern, Kompassen, Barometern sowie weiterem Karten- und Schreibmaterial ausgestattet. Während Weddell erneut den Befehl über die Jane übernahm, wurde die Beaufoy in die Hände des Schotten Matthew Brisbane übergeben. Die beiden Schiffe verließen London am 13. September 1822. Auch auf dieser Reise wurden erst Madeira und die Kapverden angesteuert, außerdem musste die Jane aufgrund eines Lecks an der Küste Patagoniens anlegen und repariert werden. Sie erreichten am 12. Januar 1823 die Südlichen Orkneyinseln. Die Robbenjagd auf den Inseln war enttäuschend und Weddell entschloss sich, weiter nach Süden zu segeln, nachdem er vorher die Gewässer zwischen den Südlichen Orkney- und den Südlichen Shetlandinseln auf der Suche nach weiterem Land durchkreuzt hatte.
Mit der Überschreitung von 71° 10′ S erreichten die beiden Schiffe den südlichsten Punkt, den bis dahin jemals ein Schiff erreicht hatte. Am 10. Februar 1823 waren sie bis 74° 34′ S vorgedrungen und sichteten die ersten Eisberge, hatten aber kein weiteres Land entdeckt. Weddell entschied umzukehren, da er annahm, dass sich bis zum Südpol nur das Meer erstreckt, obwohl ihn nur zwei weitere Tage von der Entdeckung Coatslands und damit der antarktischen Küste trennten. Erst 1911 drang mit Wilhelm Filchner wieder jemand so weit in diese Region vor.
Weddell und Brisbane kehrten auf die Südlichen Orkneyinseln und danach nach Südgeorgien zurück, um wieder Robben zu jagen. Sie überwinterten auf den Falklandinseln und fuhren dann auf die weitere Jagd in die Region um Kap Hoorn, nachdem sie die Südlichen Shetlandinseln aufgrund des sie umgebenden Packeises nicht erreichen konnten. Zu Beginn des Jahres 1824 trennten sich die beiden Schiffe. Während die Beaufort in Feuerland lag, erkundete Weddell die patagonische Küste. Die Beaufort erreichte London am 20. Juni 1824, die Jane folgte am 9. Juli desselben Jahres.
Als Weddell von seiner Reise und seinem Vorstoß in das Südpolarmeer berichtete, wurde ihm dies erst nicht geglaubt, er konnte es allerdings durch Karten belegen. Strachan und Mitchell überredeten ihn, seine Reiseerlebnisse in einem Buch zu veröffentlichen, welches 1825 erstmals erschien. Brisbane verließ London bereits 1824 mit der Beaufort erneut für eine Reise entlang der Küste Patagoniens und Feuerland und kehrte über die Falklandinseln zurück. Diese Reise nahm Weddell in seine zweite Auflage 1827 auf.

### Späteres Leben
1826 bot Weddell der britischen Admiralität an, seine Reise in das Südpolarmeer zu wiederholen, wenn sie die Kosten dafür übernähme. Die Admiralität lehnte dieses Angebot allerdings ab. Stattdessen ging Weddell erneut auf Handelsreisen in den wärmeren atlantischen Gewässern, wobei er weiterhin die Jane nutzte. 1829 leckte das Schiff bei einer Reise von Buenos Aires nach Gibraltar, sodass er auf den Azoren ankern musste und das Schiff ausgemustert wurde. Weddell und seine Mannschaft sollten mit einem anderen Schiff nach Großbritannien gebracht werden, welches jedoch an der Insel Pico auf Grund lief, wobei Weddell nur knapp mit dem Leben davonkam.
Der Verlust der Jane bedeutete den finanziellen Ruin für Weddell, der sich in der Folge wieder als Schiffskapitän anheuern ließ. Er verließ 1830 London auf der Eliza, die nach Westaustralien zur Swan River Colony und danach nach Hobart auf Tasmanien fuhr. 1832 kehrte er nach Großbritannien zurück, wo er 1834 verstarb und auf dem Friedhof St. Clement Danes in Westminster (London) begraben wurde.

### Ehrungen
1827 wurde er zum Mitglied (Fellow) der Royal Society of Edinburgh gewählt. James Weddell ist der Namensgeber des Weddellmeeres im Südlichen Ozean sowie der Weddellrobbe. Gleiches gilt auch für das Kap James von Smith Island im Archipel der Südlichen Shetlandinseln, den Weddell-Gletscher und den Weddell Point auf Südgeorgien sowie die Weddell-Inseln im Archipel der Südlichen Orkneyinseln.

## Werke
- James Weddell: A Voyage Towards the South Pole Performed in the Years 1822–24. Containing an Examination of the Antarctic Sea, to the Seventy-fourth Degree of Latitude; and a Visit to Tierra del Fuego, With a Particular Account of the Inhabitants. To Which Is Added, Much Useful Information on the Coasting Navigation of Cape Horn, and the Adjacent Lands, London, 1825; 2. erweiterte Ausgabe, London, 1827 (Reprint:David & Charles, Newton Abbot, 1971)